# Ruhstein bei Hüttendorf

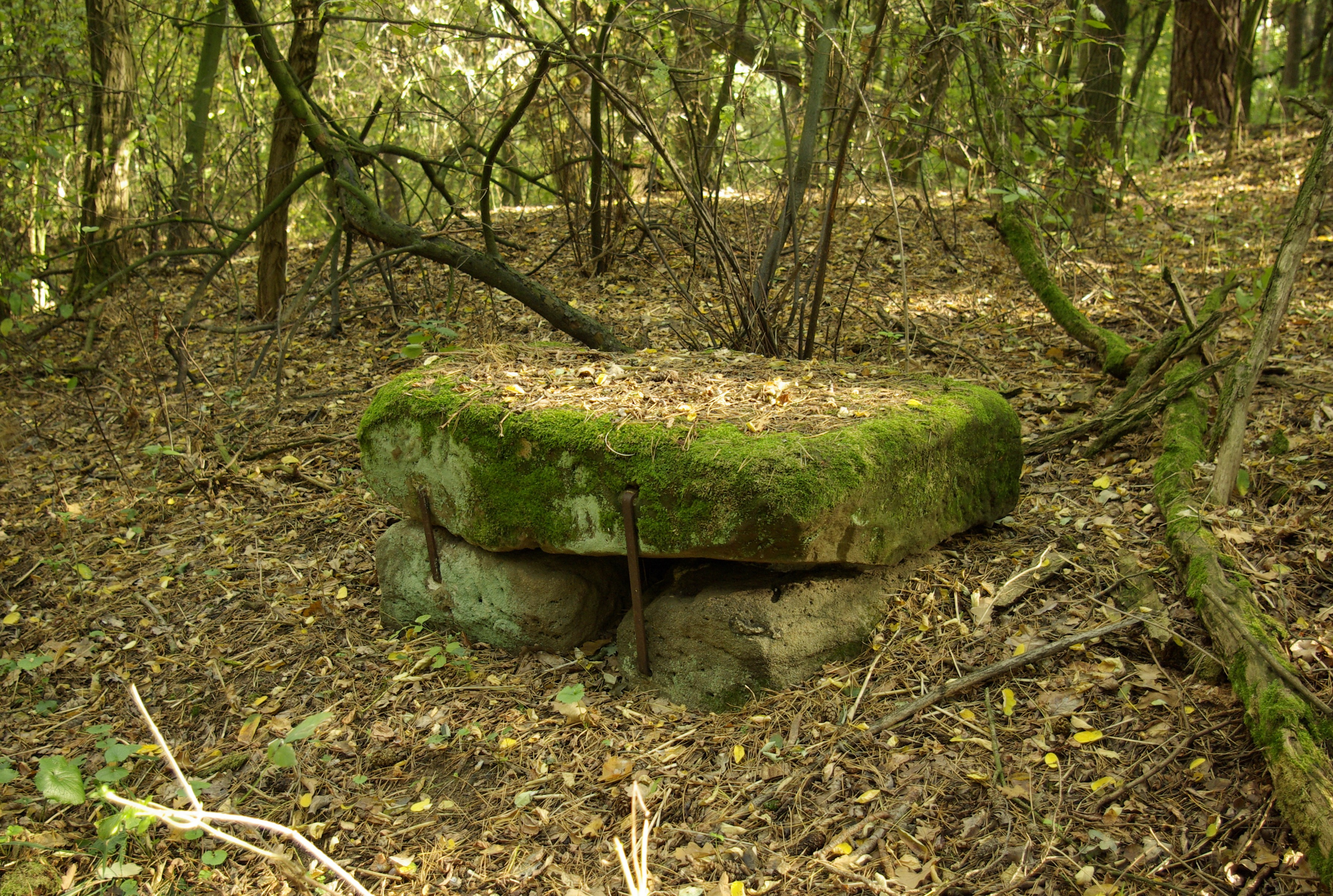
Der Ruhstein bei Hüttendorf (Vorderseite), 2012

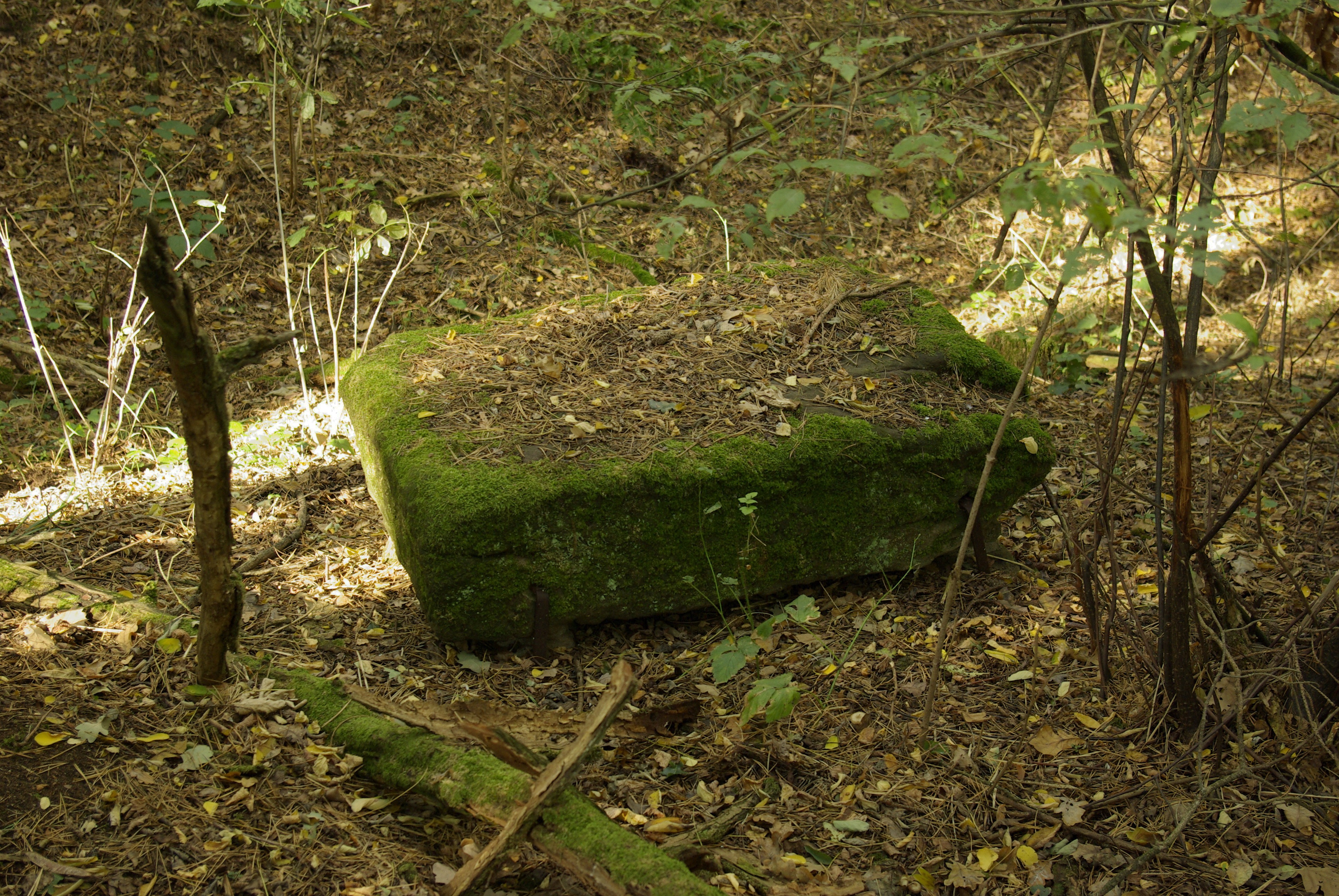
Der Ruhstein bei Hüttendorf (Rückseite), 2012

Der Ruhstein bei Hüttendorf, auch Großer Stein genannt, ist ein historischer Ruhstein im Erlanger Ortsteil Hüttendorf.

## Standort
Der Ruhstein befindet sich etwa 900 Meter nordöstlich des Ortskerns von Hüttendorf. Er liegt inmitten des Waldes Regnitzholz am früheren Kirchenweg nach Eltersdorf, der heute nur noch als überwachsener Hohlweg erkennbar ist.

## Beschreibung
Der Ruhstein besteht aus einer Sandsteinplatte, die durch vier Metallklammern mit zwei Sockeln zusammengehalten wird. Laut einer Beschreibung aus den 1940er Jahren waren auf der vorderen Breitseite unter anderem die Zeichen „Z O 1661“ eingemeißelt. Aufgrund von Verwitterung oder der starken Vermoosung ist die Beschriftung derzeit nicht erkennbar. Auch die früher eingehauene Jahreszahl 1894 in einer der inzwischen möglicherweise erneuerten Eisenklammern ist nicht mehr zu finden.

## Geschichte
Über den Zeitraum der Aufstellung des Steines ist nichts bekannt. Wie die meisten erhaltenen Ruhsteine stammt er vermutlich aus der Zeit zwischen dem 16. und dem 19. Jahrhundert, als Bauern, Knechte, Mägde, Boten, Hausierer oder Händler schwere Lasten noch mit Rückentragen oder auf dem Kopf beförderten. Die früher sichtbaren Jahreszahlen 1661 und 1894 könnten Hinweise auf das Jahr der Aufstellung oder einer Instandsetzung sein.
Eine überlieferte Sage berichtet von einer Magd, die mit einer Rückentrage unterwegs war und sich hier ausruhen wollte. Da es zuvor geregnet hatte, war der Boden nass, so dass die Frau ausrutschte und vom Riemen der Trage erwürgt wurde.
Durch den Bau des Main-Donau-Kanals wurde die unmittelbare Umgebung des Ruhsteins nachhaltig verändert. Das einst deutlich sichtbare Flurdenkmal befindet sich seither abseits vom Weg und geriet weitgehend in Vergessenheit. Im Unterschied zu vergleichbaren Ruhbänken in der Umgebung ist es nicht in der Denkmalliste des Bayerischen Landesamtes für Denkmalpflege verzeichnet.